# 북방긴수염고래
북방긴수염고래(Eubalaena japonica)는 긴수염고래속에 속하는 종이다. 북태평양참고래라고도 한다. 현재 개체수 추산은 100마리에서 300마리로 추정되고 있다. 비록 1935년부터 이들의 포획이 금지되기는 하였지만, 1950년대에서 1960대 사이에 이루어진 소련의 불법 포경업은 그들의 개체수를 더욱 감소시켰다. 국제자연보호연맹은 그들의 숫자가 원래 개체수로 회복되기에는 너무 낮다며 우려를 표했다.
성체는 길이 15 to 18.3 m (49 to 60 ft)에 달하며 북대서양의 고래보다 클 수 있다. 일반적인 체중은 50,000–80,000 kg (110,000–180,000 lb), 또는 100,000kg(220,000lb)이며 전형적인 혹등 고래의 두 배이다. 소련의 불법 포경작전 중에 포획된 19.8 m (65 ft)의 고래에 대한 기록이 있다.
그리고 길이 20.7 m (68 ft), 체중 135,000 kg (298,000 lb)에 달하는 고래도 발견되었다. 심지어 길이가 21.3 m (70 ft)에 달하는 대한 기록도 두 건이 있다.

## 같이 보기
- 고래류의 종 목록